# Aquis Querquennis
Aquis Querquennis was een Romeins kampement, gelegen aan de rivier Limia in de huidige gemeente Bande in de Spaanse autonome regio Galicië. Het is in gebruik geweest tussen ongeveer 75 en 150 n.Chr. Tegenwoordig zijn er enkele ruïnes van het kampement over en worden er opgravingen gedaan. De plaats wordt in het Galicisch A Cidá ("de stad") genoemd.

## Gebruik
Over het gebruik van het kamp is weinig met zekerheid bekend. De gangbare theorie is dat het gebruikt is door het cohort I Galaica, een gemengde eenheid bestaande uit infanterie en cavalerie. Deze zou hier de Via Nova bewaakt hebben, een Romeinse weg van 330 km die de steden Bracara Augusta (het huidige Braga) en Asturica Augusta (Astorga) met elkaar verbond.

## Opgravingen
De eerste opgravingen werden in de jaren 20 verricht door de geschiedkundige Florentino López Cuevillas. In 1947 kwam het terrein in handen van het energiebedrijf Unión Fenosa, toen het in de rivier de stuwdam Encoro das Conchas aanlegde. Het bedrijf gaf toestemming voor nieuwe opgravingen in 1975. Deze werden bijna twintig jaar lang uitgevoerd door Antonio Rodríguez Colmenero. Hij concentreerde zich vooral op de noordwestelijke hoek van het terrein.

## Structuur
Het kamp is 3 hectare groot en heeft de klassieke vorm van een castra. Het is rechthoekig en wordt doorsneden door twee wegen die elkaar kruisen: de via principalis en de via praetoria. In Aquis Querquennis is de via principalis 4 meter breed.
De buitenmuur is 3,20 meter hoog en heeft afgeronde hoeken. Hij is opgetrokken uit kleine brokken graniet in een bouwstijl die opus vittatum genoemd wordt. De schietgaten hebben de vorm van een halve cilinder, en zijn bedekt door torentjes die 10 cm naar buiten en 30 cm naar binnen steken. Tussen de buitenmuur en de gebouwen binnen het kamp bevindt zich een intervallum van 11 meter. Aan de buitenkant van de muur bevindt zich een gracht in de vorm van een V, met een breedte van 4 meter en een diepte van 3 meter.
Van de vier poorten zijn de porta principalis sinistra en de porta decumana opgegraven. De weg gaat in twee weghelften door de porta principalis sinistra; deze zijn gescheiden door een pilaar. De porta decumana heeft slechts één opening.

## Praetorium
Het centrale gebouw was waarschijnlijk het hoofdkwartier (praetorium). Dit gebouw is rechthoekig, met een breedte van 34,8 meter en een diepte van 32,1 meter. Het bestaat uit een voorhof (vestibulum), dat omgeven is door een omgang (deambulatorium) die overdekt is, en open naar de buitenkant. Na het voorhof is er een rechthoekige binnenplaats, in de vorm van een peristilium met zuilengalerijen aan drie kanten. Daarna is er een basilica. Deze heeft een grote centrale ingang en twee smallere ingangen aan de zijkanten. Aan de achterkant bevinden zich de tempelgebouwen van de officieren. Deze bestaan uit de centrale tempel (aedes), die omgeven is door vijf gebouwen: twee aan de noodkant en drie aan de zuidkant. Mogelijk bevonden zich hier de archieven. De vloer van de tempelgebouwen is van grof zand, de andere gebouwen van het praetorium hebben een kleivloer.

## Overige gebouwen

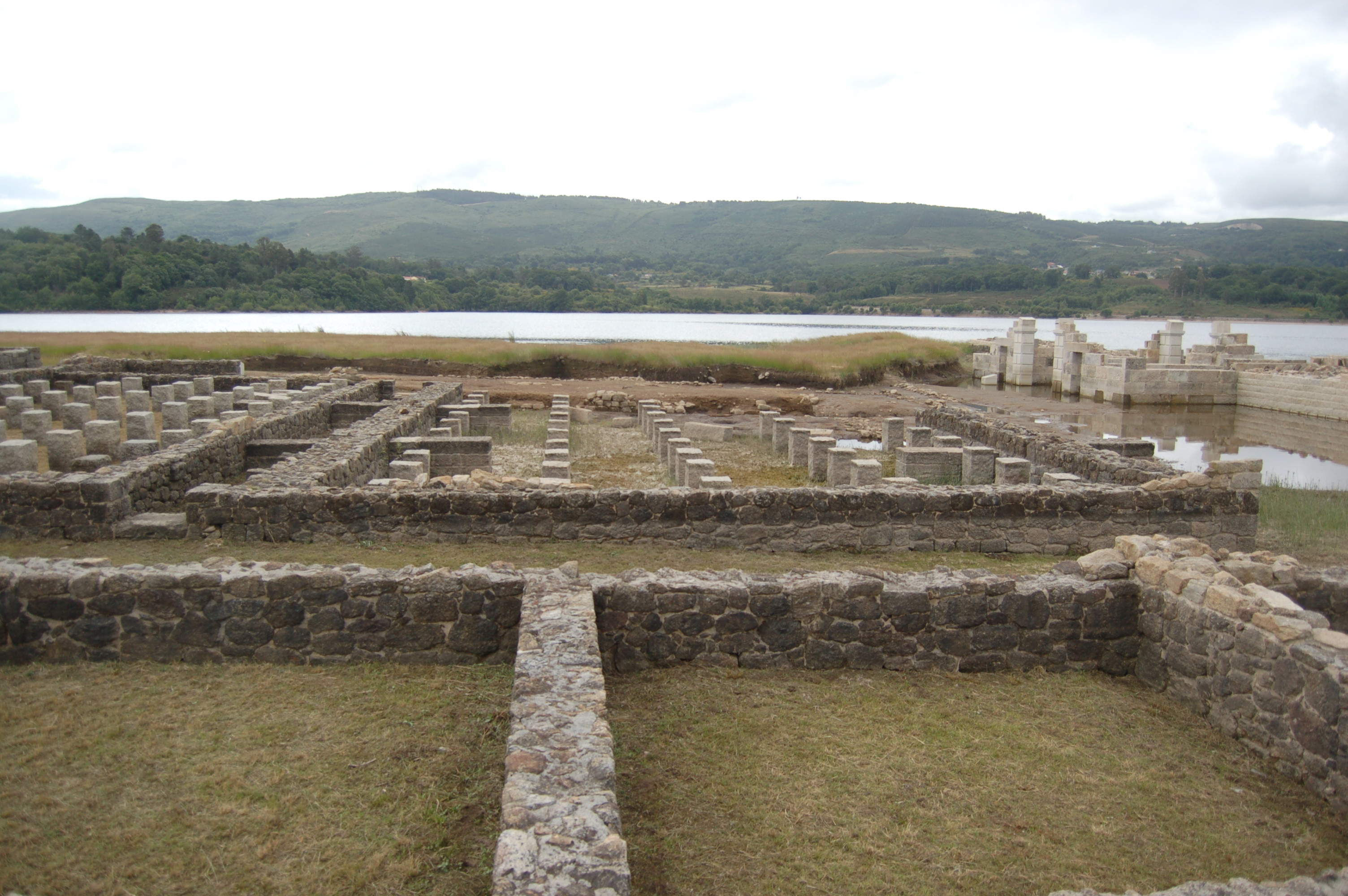
De fundamenten van de graanschuren. Rechts de porta decumana

Er zijn drie barakken gevonden, die zich bevinden rondom een centraal plein met een cisterne. Deze barakken zijn 3 bij 3 meter groot en hebben een zandvloer. Ze bevatten twee ruimten en hadden een haard. De deur was naar het zuiden gericht. In elke barak verbleven acht soldaten.
Er zijn twee rechthoekige graanschuren. Deze zijn opgetrokken op rijen van stenen palen. De muren zijn dik en hebben steunberen. Hierdoor denkt men dat deze gebouwen door een gewelf overdekt waren. Verder is er een bijna rechthoekig gebouwencomplex waarvan men vermoedt dat dit het valetudinarium (ziekenboeg) is. Het bestaat uit verschillende vierkante gebouwen rondom een centraal plein met een impluvium. Mogelijk had dit plein houten zuilen die op een lage stenen muur rustten.